# Strollad pobl vreizh
Strollad Pobl Vreizh (SPV), (en français : Parti Républicain Breton) était un parti politique breton actif de 1979 à 1983, prônant l’indépendantisme breton et la création d’une République bretonne souveraine. Né dans le contexte du renouveau nationaliste breton des années post-1968, le SPV se distinguait par son rejet radical de l’État français, son activisme symbolique non violent et son soutien à l’insoumission bretonne face à la conscription militaire. À travers son journal Douar Breizh / République Bretonne, le parti diffusait ses idées et mobilisait ses militants, marquant une étape clé dans l’histoire du nationalisme breton.

## Historique

### Contexte et fondation
Le Strollad Pobl Vreizh émerge au printemps 1979 dans les cercles bretonnants de Paris, où des intellectuels et militants nationalistes commencent à structurer un mouvement explicitement séparatiste ,. Rapidement, des activistes de Basse-Bretagne prennent la direction du parti, imposant une ligne claire : rompre totalement avec la France pour établir une République bretonne indépendante ,. Cette orientation s’inscrit dans un contexte de désillusion face aux promesses non tenues du Parti socialiste après son arrivée au pouvoir en 1981, notamment sur la décentralisation et la reconnaissance des langues régionales,. Contrairement à l’Union démocratique bretonne (UDB), qui prônait l’autonomie dans le cadre français, le SPV rejette toute forme de compromis, dénonçant la régionalisation comme un « privilège fragile » incapable d’assurer une véritable souveraineté bretonne,.
Le SPV s’inspire des mouvements de libération nationale internationaux, notamment en Irlande, en Algérie et en Pologne, comparant la situation bretonne à celle des peuples opprimés par des puissances coloniales,,. En 1981, le parti publie sa charte, proclamant la « rupture avec la France » comme préalable à tout projet de société et affirmant son objectif de construire une République bretonne.

### Développement et militantisme
Dès sa création, le SPV adopte une stratégie d’activisme intense pour rendre visible la cause séparatiste,. En février 1982, il lance Douar Breizh / République Bretonne, un journal mensuel tiré à 2 500 à 3 000 exemplaires, qui devient sa principale plateforme de communication. Le journal reflète également l’engagement inter-nationaliste du SPV, avec des articles soutenant les luttes des Irlandais, Basques, Corses et Polonais.
Le parti se distingue par des actions symboliques visant à défier l’autorité française et à promouvoir l’identité bretonne,. En novembre 1981, des militants investissent la caserne Foch à Rennes, arrachant et déchirant un drapeau français pour protester contre l’emprisonnement d’insoumis bretons, sans opposition notable des autorités.,. En août 1982, lors de la commémoration du 450e anniversaire du traité d’Union à Vannes, des militants recouvrent une plaque glorifiant cet événement de goudron et de plumes, dénonçant l’union qu'ils jugent être une perte de souveraineté bretonne,,. En mars 1983, le SPV orchestre une campagne de renommage des rues Gambetta dans plusieurs villes bretonnes en « Straed Merzerien Conue ha Stourmerien Vrezhon » (rue des martyrs de Conlie et des insoumis bretons), en hommage aux conscrits bretons morts sous Léon Gambetta en 1870-1871 et aux insoumis contemporains,.
Le SPV s’engage également dans la lutte contre les projets nucléaires en Bretagne, perçus comme des instruments de centralisation française. Il participe aux mobilisations contre la centrale de Plogoff et aux rassemblements anti-nucléaires au Carnet en 1982, où des militants, dont certains du SPV, affrontent une répression policière marquée par des gaz lacrymogènes et des charges violentes. Ces combats sont intégrés à une vision plus large de résistance à l’« impérialisme français », le parti dénonçant le nucléaire comme un moyen de renforcer l’occupation administrative et militaire de la Bretagne.

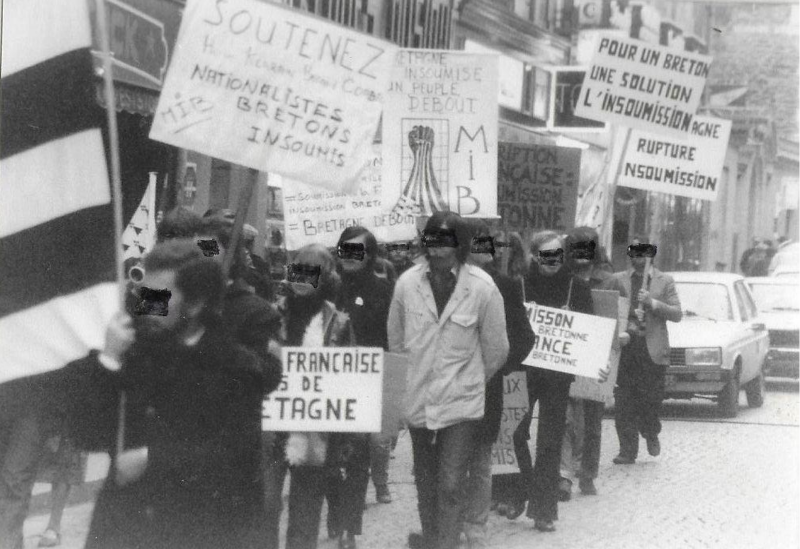
photo d'une manifestation en 1982 avec la présence du S.P.V. et M.I.B.

Un pilier central de l’activisme du SPV est son soutien à l’insoumission bretonne, incarnée par le Mouvement d’insoumission bretonne (MIB), créé en 1977,,. En novembre 1981, une manifestation nationaliste à Rennes, soutenue par le SPV, voit une trentaine de militants pénétrer dans la caserne Foch pour protester contre l’incarcération d’insoumis,. En novembre 1982, Chaillou et Le Bechennec s’enchaînent au député socialiste Maurice Briand à Guingamp pour dénoncer la conscription et l’exploitation économique française, une action coordonnée par la Coordination nationale de l’insoumission bretonne, formée à Lorient en 1982 avec le SPV, le MIB et le Parti pour l'Organisation d'une Bretagne Libre (POBL). Ces insoumis sont ensuite emprisonnés à la prison Jacques Cartier à Rennes et le SPV soutient ces militants par des appels à dons via Skoazell Vreizh et le MIB, et organise des manifestations pour exiger leur libération,.
Sur le plan économique, le SPV promeut un « séparatisme économique » pour contrer l’exploitation de la Bretagne par la France.
Le SPV organise plusieurs congrès pour structurer son action. En mai 1982 à Lorient, une cinquantaine de délégués créent des commissions permanentes (agriculture, relations internationales, agitation-propagande) et élisent une collégiale dirigée par Jean-Pierre Le Mat, président et ancien insoumis. En décembre 1982 à Nantes, le congrès met l’accent sur l’amélioration du journal, revendiquant 10 000 lecteurs, et sur des techniques modernes de propagande (médias, humour). Une souscription permanente est lancée pour financer les activités du parti, renforçant son organisation.

### Répression et défis
Le SPV fait face à une répression soutenue de l’État français, qui utilise l’article 88 du Code pénal, punissant les atteintes à l’intégrité territoriale, pour cibler ses militants. En 1982, Jean-Pierre Le Mat est emprisonné à la suite d’accusations sur un potentiel trafic d’armes,, dénoncées par le parti comme « ubuesque ». Les procès de 1983, concernant 3 membres du MIB, sont marqués par des condamnations sévères (16 mois de prison pour insoumission), contrastant avec les peines plus légères infligées aux insoumis non nationalistes. Le SPV dénonce ces procès comme des attaques contre les idées séparatistes, critiquant l’interdiction de témoignages en breton et la forte présence policière lors des audiences.
Le parti est également confronté à des accusations d’extrémisme ou de fascisme, qu’il réfute en soulignant son caractère républicain et non violent. Dans Douar Breizh, le parti rejette ces critiques, affirmant que la violence provient de la situation coloniale imposée par la France, et non des idées séparatistes.
Les tensions avec d’autres organisations bretonnes, notamment l’UDB, constituent un autre défi. Le SPV critique l’UDB pour son alignement avec la gauche française et son autonomisme, jugé insuffisant, tout en reconnaissant son rôle historique dans la revitalisation du nationalisme breton.

## Dissolution et héritage
En novembre 1983, après quatre années d’activisme intense, le SPV se dissout et fusionne avec le Mouvement d’insoumission bretonne pour former le Mouvement indépendantiste breton (MIB),. Certains militants rejoignent Emgann, créé peu après, poursuivant la lutte indépendantiste sous une nouvelle forme.
Malgré sa courte existence, le SPV constitue une étape clé dans l'historique du troisième Emsav. Son discours et ses actions provocantes et son journal Douar Breizh relance le débat sur l’indépendance bretonne, inspirant des mouvements ultérieurs comme Emgann.

## Idéologie
Le SPV se définissait comme un parti de libération nationale, non dogmatique et sans-étiquette, centré sur l’établissement d’une République bretonne. Sa charte de 1981 énonçait plusieurs principes :
- La nécessité d’une rupture totale avec la France, qualifiée de puissance coloniale.
- La promotion d’une souveraineté bretonne dans les domaines politique, économique et culturel.
- Le soutien à l’insoumission bretonne comme acte de résistance à l’occupation française.
- Une solidarité inter-nationaliste avec les peuples « opprimés », notamment celtiques (Irlande, Pays de Galles, Cornouaille) et autres (Basques, Corses, Polonais)[DB 19],[DB 20].
- Le rejet du fascisme, du racisme et du totalitarisme, en réponse aux accusations de ses adversaires[12].

Le parti prônait un nationalisme ethnique, défini comme une réaction naturelle à l’oppression française, et envisageait une République bretonne comme le seul cadre viable pour garantir la liberté du peuple breton,,. Il rejetait le régionalisme, l’autonomisme et le fédéralisme, les considérant comme des compromissions, et se distinguait par sa vision pragmatique : une fois l’indépendance obtenue, le SPV envisageait de se dissoudre, laissant les Bretons libres d’organiser leur société,.

## Symboles

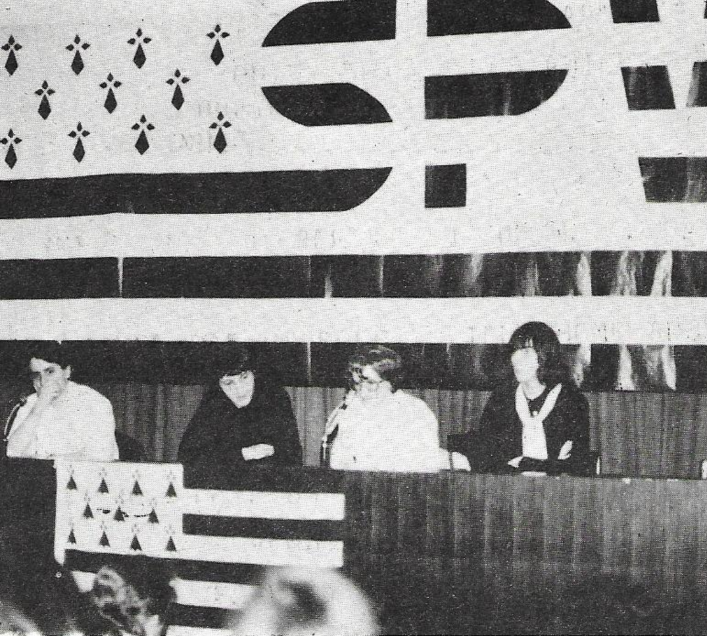
Variation du Gwenn-ha-du avec écriture S.P.V.

Le SPV adoptait le drapeau breton Gwenn-ha-Du, dont les bandes noires formaient les lettres « SPV » dans le battant, symbolisant son identité militante. Il utilisait également un emblème combinant un triskell et l’épée Excalibur, évoquant la résistance et la légende bretonne. Lors de ses réunions, un grand drapeau de 1,5 m x 3 m ornait la tribune, renforçant l’impact visuel de ses rassemblements.

## Organisation
Le SPV était structuré autour d’un bureau politique, avec des figures clés comme Jean-Pierre Le Mat (président, ingénieur agronome et ancien insoumis), Brigitte Lever (secrétariat), Alan Coraud (porte-parole), Yorann Delacourt (formation) et Jakez Denis (finances, ancien du FLB). Des fédérations locales, notamment à Brest, Lorient et en Loire-Atlantique, coordonnaient les actions, tandis que des commissions thématiques (agriculture, relations internationales, propagande) planifiaient les initiatives. Le parti organisait des réunions régulières, comme celles du centre social de Pen ar Creac’h à Brest, et lançait des souscriptions pour financer ses activités.

### Publications du S.P.V.
- collectif, Plateforme Républicaine Bretonne, Strollad Pobl Vreizh, 1981 (lire en ligne)
- Plogoff, l’agression des troupes françaises, SPV, 4 mai 1980 (lire en ligne)

### Périodiques
- Articles du magazine Douar Breizh - République Bretonne

1. 1 2  « Construire un pays », Douar Breizh - République Bretonne, no 1,‎ février 1982, p. 1 (ISSN 0294-7196)
2. ↑  « An ard-fheis, congrès du Sinnfein », Douar Breizh - République Bretonne NUMERO SPECIAL LANGUE BRETONNE, no 10,‎ 1982, p. 7 (ISSN 0294-7196)
3. ↑  « I FRANSCESCI FORA ! », Douar Breizh - République Bretonne, nos 6-7,‎ juillet 1982, p. 4-5 (ISSN 0294-7196)
4. 1 2  « Editorial », Douar Breizh - République Bretonne, no 8,‎ semptembre 1982, p. 1 (ISSN 0294-7196)
5. ↑  « Le drapeau en quartier », Douar Breizh - République Bretonne, no 1,‎ février 1982, p. 7 (ISSN 0294-7196)
6. ↑  « Opération Gambetta », Douar Breizh - République Bretonne, no 13,‎ 1983, p. 7 (ISSN 0294-7196)
7. ↑  « N comme Nucléaire », Douar Breizh - République Bretonne, no 12,‎ 1983, p. 5 (ISSN 0294-7196)
8. ↑  « Insoumission Bretonne », Douar Breizh - République Bretonne, no 1,‎ février 1982, p. 5-6 (ISSN 0294-7196)
9. ↑  « MENOTTAGE DU DÉPUTÉ BRIAND PAR 2 INSOUMIS BRETONS », Douar Breizh - République Bretonne NUMERO SPECIAL LANGUE BRETONNE, no 10,‎ 1982, p. 7 (ISSN 0294-7196)
10. 1 2  « Congrès du S.P.V. », Douar Breizh - République Bretonne, no 11,‎ 1982, p. 7 (ISSN 0294-7196)
11. ↑  « lettres de B. Corbel et H. Kerrain insoumis politiques bretons », Douar Breizh - République Bretonne, no 1,‎ février 1982, p. 6 (ISSN 0294-7196)
12. 1 2  « Congrès S.P.V. », Douar Breizh - République Bretonne, no 5,‎ juin 1982, p. 7 (ISSN 0294-7196)
13. ↑  « Jean Edern Hallier, Traficant d'armes ? », Douar Breizh - République Bretonne, no 4,‎ avril 1982, p. 6 (ISSN 0294-7196)
14. 1 2  « Quand la non violence - Entraine la violence... », Douar Breizh - République Bretonne, no 13,‎ 1983, p. 8 (ISSN 0294-7196)
15. ↑  « Editorial », Douar Breizh - République Bretonne NUMERO SPECIAL LANGUE BRETONNE, no 9,‎ 1982, p. 1 (ISSN 0294-7196)
16. ↑  « à propos de scrignac », Douar Breizh - République Bretonne NUMERO SPECIAL LANGUE BRETONNE, no 9,‎ 1982, p. 8 (ISSN 0294-7196)
17. ↑  « BRETAGNE = COLONIE », Douar Breizh - République Bretonne, nos 6-7,‎ juillet 1982, p. 7 (ISSN 0294-7196)
18. ↑  « L'apport de l'UDB dans le nationalisme breton », Douar Breizh - République Bretonne, no 3,‎ avril 1982, p. 7 (ISSN 0294-7196)
19. ↑  « Indépendance de l'Algérie, demain la Bretagne ? », Douar Breizh - République Bretonne, no 3,‎ avril 1982, p. 2 (ISSN 0294-7196)
20. ↑  « I comme Inter-nationalisme », Douar Breizh - République Bretonne, no 12,‎ 1983, p. 5 (ISSN 0294-7196)
21. ↑  « Nation et nationalisme », Douar Breizh - République Bretonne, no 14,‎ 1983, p. 7 (ISSN 0294-7196)
22. ↑  « LE JEU POLITIQUE : QUELQUES POINTS DE LOGIQUE », Douar Breizh - République Bretonne, no 12,‎ 1983, p. 7 (ISSN 0294-7196)
23. ↑  « Activité du SPV dans le Léon », Douar Breizh - République Bretonne, no 2,‎ mars 1982, p. 8 (ISSN 0294-7196)

- Autre presse périodique régionale

1. ↑  « L'éclatement », Le Monde diplomatique,‎ 25 février 1983 (lire en ligne, consulté le 1er juillet 2025)
2. ↑  « Insoumission, drapeau déchiré par des manifestants à Rennes », Ouest France,‎ 15 novembre 1981
3. ↑  « La commémoration du traité de 1532 marquée par des incidents à Vannes », Ouest France,‎ 9 aout 1982
4. ↑  « Les rues Gambetta démbraptisées à Brest et à Quimper », Le Télégramme,‎ 27 mars 1983

- Presse périodique nationale et internationale

1. ↑  « Des insoumis bretons dans une caserne », Libération,‎ 16 novembre 1981
2. 1 2  Marie-Christine Robert, « L'insoumission, cheval de bataille des indépendantistes bretons », Le Monde,‎ 7 avril 1983 (ISSN 0395-2037, lire en ligne, consulté le 1er juillet 2025).
3. ↑  Christian Tual, « Le procès de deux insoumis à Rennes – Violents incidents entre gendarmes et indépendantistes bretons », Le Monde,‎ 31 mars 1983 (ISSN 0395-2037, lire en ligne, consulté le 1er juillet 2025)
4. ↑  Marie-Christine Robert, « Des armes découvertes chez des indépendantistes bretons », Le Monde,‎ 24 avril 1982 (ISSN 0395-2037, lire en ligne, consulté le 1er juillet 2025)
5. ↑  Marie-Christine Robert, « L’éclatement du mouvement breton favorise la résurgence du courant extrémiste », Le Monde,‎ 25 février 1983 (ISSN 0395-2037, lire en ligne, consulté le 1er juillet 2025)

### Autres
1. 1 2 3 4 5 6 7  Poisson 2000, p. 620.
2. 1 2  Epp 1971, p. 104.
3. ↑  collectif 1981, p. 16.
4. ↑  collectif 1981, p. 10.
5. 1 2  collectif 1981, p. 12-13.
6. 1 2 3  Le Mat 2010, p. 209.
7. 1 2 3 4  Rault 1998, p. 76.
8. 1 2 3 4  Poisson 2000, p. 619.
9. 1 2 3  Nicolas 2001, p. 104.
10. 1 2  Mediapart 2015, p. 207.
11. 1 2  collectif 1981, p. 15.
12. ↑  collectif 1981.
13. ↑  collectif 1981, p. 8.